# Antti-Jussi Niemi
Antti-Jussi Jormanpoika Niemi (* 22. September 1977 in Vantaa) ist ein ehemaliger finnischer Eishockeyspieler, der zuletzt in der Saison 2013/14 bei seinem ehemaligen Ausbildungsverein Jokerit in der Liiga unter Vertrag stand.

## Karriere
Niemi begann seine Karriere im Nachwuchs des finnischen Erstligisten Jokerit, wo er ab der Spielzeit 1991/92 in der Juniorenmannschaft aktiv war. Fünf Jahre später, in der Saison 1995/96, absolvierte er seine ersten Einsätze in der Profimannschaft. Während des NHL Entry Draft 1996 wurde er in der vierten Runde an insgesamt 81. Stelle von den Verantwortlichen der Ottawa Senators ausgewählt. Der Verteidiger blieb allerdings in Finnland und gewann mit Jokerit ihn den Jahren 1996 und 1997 die Finnische Meisterschaft. Erst im Sommer 2000 entschloss er sich nach Nordamerika zu wechseln. Dort nahmen ihn die Mighty Ducks of Anaheim unter Vertrag. Nachdem er in den zwei Jahren in Anaheim, überwiegend beim Farmteam, den Cincinnati Mighty Ducks, in der American Hockey League eingesetzt wurde und lediglich 29 Mal das Trikot der Ducks in der NHL trug, forcierte er 2002 einen Wechsel zurück nach Europa.
Es folgte ein weiteres Jahr bei Jokerit, für die er bereits zwischen 1995 und 2000 im Profibereich tätig war, ehe er zur Saison 2003/04 nach Schweden in die Elitserien zu Frölunda HC. Dort gehörte der Defensivspieler zu den Leistungsträgern im Team und wies zudem eine positive Plus/Minus-Statistik auf. In der Spielzeit 2004/05, in der er mit Frölunda die Schwedische Meisterschaft gewann, wies er eine Plus/Minus-Statistik von +18 auf. Dies war der beste Wert in seiner bisherigen Profikarriere. Niemi stand in der Folgezeit bis zum Ende der Saison 2007/08 bei den Schweden unter Vertrag. Anschließend erhielt er im Sommer 2008 ein lukratives Angebot aus der neu gegründeten Kontinentalen Hockey Liga von HK Lada Toljatti, welches er annahm und in der Saison 2008/09 für die Russen aufs Eis ging. Nach einem kurzfristigen Engagement beim schwedischen Zweitligisten Leksands IF wechselte Niemi zur Saison 2009/10 zu Jokerit, wo er bis 2014 spielte. Ende des gleichen Jahres gab Niemi schließlich nach knapp 20 Profijahren sein offizielles Karriereende als Aktiver bekannt.

### International
Niemi wurde für die U18-Junioren-Europameisterschaft 1995 erstmals für eine finnische Juniorennationalmannschaft nominiert und absolvierte in den folgenden 13 Jahren 18 Spiele für die Juniorenmannschaft und 70 Partien für das A-Team der Finnen. In dieser Zeit konnte er mit Finnland die Silbermedaille bei den Olympischen Spielen 2006 in Turin gewinnen.

## Erfolge und Auszeichnungen
| - 1995 Goldmedaille bei der Europameisterschaft - 1997 Finnischer Meister mit Jokerit - 1998 Silbermedaille bei der Weltmeisterschaft - 1999 Silbermedaille bei der Weltmeisterschaft - 2000 Finnischer Vizemeister mit Jokerit - 2000 Bronzemedaille bei der Weltmeisterschaft | - 2001 Silbermedaille bei der Weltmeisterschaft - 2005 Schwedischer Meister mit dem Frölunda HC - 2006 Silbermedaille bei den Olympischen Winterspielen - 2006 Schwedischer Vizemeister mit dem Frölunda HC - 2008 Bronzemedaille bei der Weltmeisterschaft |

## Karrierestatistik
(Legende zur Spielerstatistik: Sp oder GP = absolvierte Spiele; T oder G = erzielte Tore; V oder A = erzielte Assists; Pkt oder Pts = erzielte Scorerpunkte; SM oder PIM = erhaltene Strafminuten; +/− = Plus/Minus-Bilanz; PP = erzielte Überzahltore; SH = erzielte Unterzahltore; GW = erzielte Siegtore; 1 Play-downs/Relegation; Kursiv: Statistik nicht vollständig)